# 科伦坡金融城
科伦坡国际金融城计划（羅馬化：Koḷam̆ba Jātyantara Mūlya Nagaraya，羅馬化：Kolumbu sarvadesa nithi Nakaram）是中华人民共和国倡导一带一路计划中与斯里兰卡合作的成果，也是目前在斯里兰卡最大的外商直接投资和中国交通建设集团最大的海外投资项目。在科伦坡港口城计划被新一届政府搁置后，计划相关的三方在2016年8月签订了新的协议，将原计划升级为金融城计划。此项目采用PPP模式，由中国港湾负责投融资、规划、建设。
該片土地位于斯里蘭卡首都可倫坡西部、加勒菲斯绿地和要塞区附近，通过吹填2.69平方公里、6500立方米的沙子形成，已在2019年1月16日完工。未来这里将成为斯里兰卡的经济特区和南亚范围内的国际金融中心。

## 历史

### 背景
早在2004年，时任（也是现任）斯里兰卡总理拉尼尔·维克勒马辛哈就提出了通过“填海造地”来扩大科伦坡核心商务区的想法，但由于连年内战，尤其是2001年的冲突，计划被迫搁置。内战在2009年结束后，由于联合国认为政府军和猛虎组织在内战中践踏人权的行为“骇人听闻”，即使时任斯里兰卡总统马欣达·拉贾帕克萨欢迎外商的到来，多数外商也只是望而却步，只有中国一直给予政治和经济上的支持。
斯里兰卡拥有最多的CIMA资质会计师，而且人才成本较低。
2012年，科伦坡南港的防波堤建成，这大大增加了港口城计划的可行性；即便如此，港口城海域18米的平均水深——全球范围内填海造地项目中最深的一个——也给项目带来了不小的挑战。
2018年底，斯里兰卡的高层爆发了权力之争，导致3家主权信用评级机构调低了斯里兰卡的评级，以及外资的逃离；然而不久之后，中国银行却向斯方发放了100万美元的贷款来稳定斯里兰卡的金融市场。随后，中方逐渐成为了斯方在政治和金融领域的主要支柱，甚至超过了日本——曾经对斯投资最多的国家——的重要性。

### 启动
2014年9月，中共中央总书记、中国国家主席习近平与时任斯里兰卡总统拉贾帕克萨共同见证了港口城项目签约，并亲自为项目揭幕剪彩。随后，中国港湾工程邀请了英国阿特金斯集团和新加坡盛裕控股集团一同编制了“控制性发展规划”。计划的资金30%来自于中交建集团，70%来自国家开发银行的贷款。

### 波折

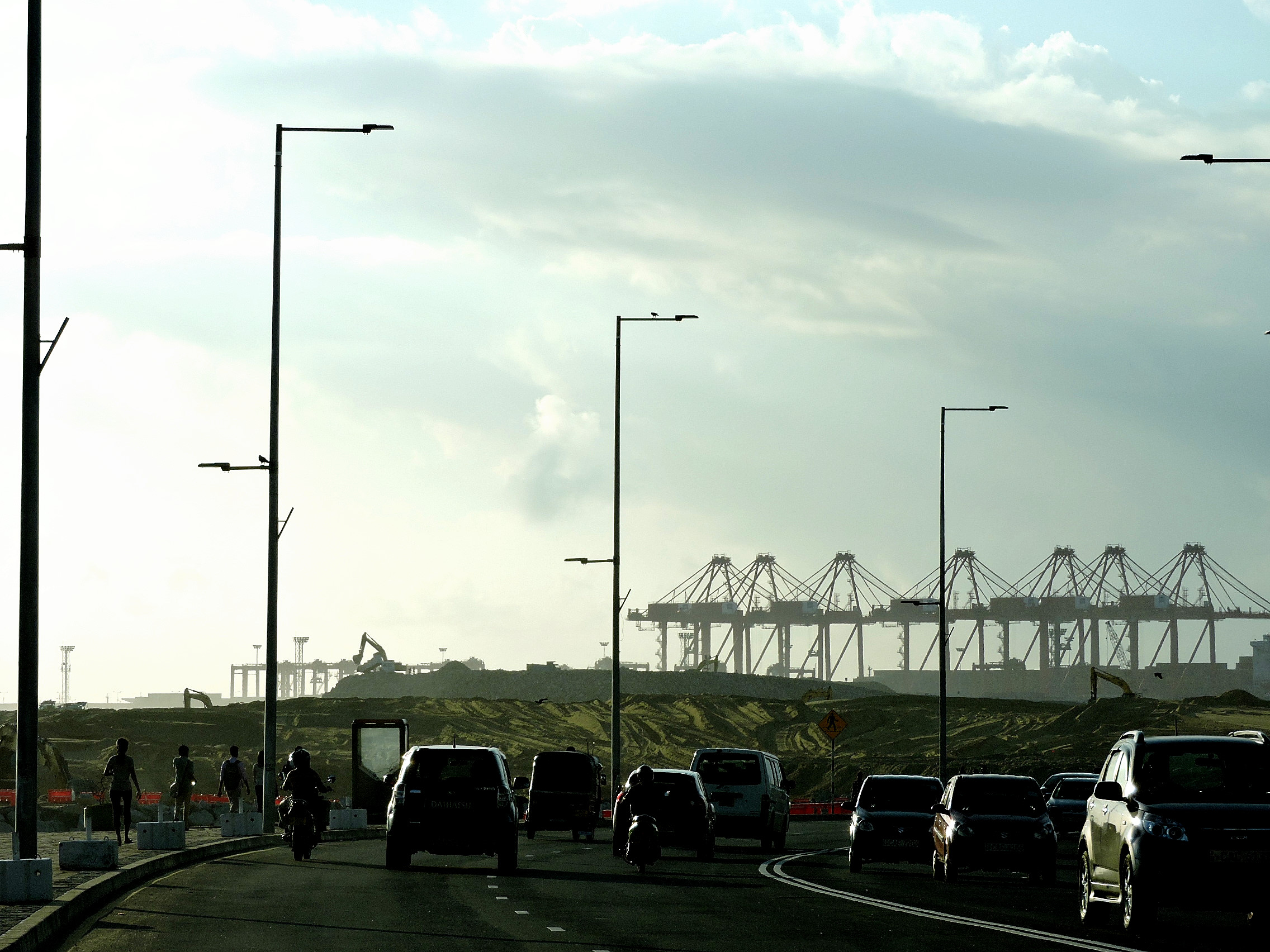
从加勒路望去，港口城时期的工地

中资的涌入也带来了风险，同时也给传统地域大国——印度带来了挑战。在2015年斯里蘭卡總統選舉中，选民对中资的担心和拉氏内阁的腐败问题导致拉氏连任失败。新内阁上台后，便提出要平衡和印度、日本及西方国家的关系，以及展开大规模的国内改革，于是新一届政府叫停了一系列前政府签署的外来投资项目，其中新任总理维克勒马辛哈暂停港口城计划的理由则是“破坏海岸生态”。当地一个环保组织表示，填海造地将威胁到2.3万渔民的生存，还表示沙子32亿美元的价值要远远高于在港口城14亿的投资，而且新城将给科伦坡增加30万车次/天的车流，进一步破坏城市的空气。

### 恢复
由于斯里兰卡新内阁的经济改革成效并不明显，民众的支持率也开始下降；与此同时，时任中国驻斯大使易先良在上任后不久便开始在各方之间沟通，包括与总统会谈15次、与总理会谈8次，中国港口工程公司也与斯里兰卡政府展开了谈判。随后在2016年3月，斯里兰卡政府撤销了暂停的决定，并表示已在新合约中加入保护环境的措施；一个月后，发展政策和国际贸易部长马利克·萨马拉维克拉马正式宣布项目复工。中交建集团曾表示要按照38万美元/天的误工费索赔，后来在2016年8月2日放弃了这笔1.4亿美元的索赔，以换取额外的0.02平方公里土地租赁权。
2016年年初，维克勒马辛哈在达沃斯论坛上表示要打造“科伦坡国际金融中心”，以填补迪拜和新加坡之间的空白。7月，中国外交部长王毅访问斯里兰卡，并表示中斯关系已经恢复正常。8月12日，中斯双方签署新协议，将吹填土地的面积增加了0.36平方公里；同时；计划正式更名为“科伦坡国际金融城”，将成为“未来的南亚乃至全球金融和航运中心”。为了缓解印度的不安，原合约中中方对0.2平方公里土地的永久所有权改成了对1.08平方公里土地的99年租赁权，中方可以向斯方申请其中20公顷土地在租赁权结束后适当延期。负责填海工程的大都市与西部发展部部长拉纳瓦卡表示，此工程不会损害斯里兰卡的主权，也不会对印度造成威胁。
大都市与西部发展部部长拉纳瓦卡出席了完工仪式。

### 未来发展
项目一期投资14亿美元，将带动二级开发投资约130亿美元，创造超过8.3万个就业机会。二级开发招商的主要目标市场为印度、卡塔尔、新加坡、马来西亚、中国、日本等亚洲国家。
预计将有8万人入住、25万人每天来往于这个新城。
2019年9月10日，港口城高架开工典礼在港口城举行，中国驻斯大使程学源和斯里兰卡总理维克勒马辛哈出席了典礼。高架由中国土木工程集团承建，亞洲開發銀行提供资金，全长5.27公里，将连接班达拉奈克国际机场、科伦坡市区和港口城，并成为斯里兰卡高速公路网的一部分。
科伦坡轻轨将连接“老城”和金融城。
中交建集团将与当地政府成立合资公司来负责港口城的运营事务。

## 管理
斯里兰卡内阁表示，新城将采用特别的司法系统，并以英国的司法体系作为参考。在开工后不久，斯方启动了涉及港口城的法律立法工作，范围包括经商便利、税收优惠等；另外，政府还将在港口城设立一站式服务中心和专门的商业仲裁中心。港口城金融中心的立法工作由斯里兰卡前总检察长维杰提拉克主持。
维杰提拉克表示，新建的金融城地区将成为经济特区，适用专门的法律，而相关的法律框架将被命名为“科伦坡国际金融中心法案”；他还表示，由于斯里兰卡在独立后未曾更新过商事法律，为加快金融城法律体系的建设，有必要专门起草一部法案。关于金融城的管理机构，他表示，金融城不会像迪拜国际金融中心一样成立专门法院，金融城相关的案件可以上诉至斯里兰卡最高法院，另外金融城将先设立分别设立监管银行、保险、证券的三个机构，同时考虑逐步合并。
科伦坡市议会已同意将金融城划为科伦坡市的一部分。有些斯里兰卡人认为，中国港口工程公司将成为实际上的“主人”，而该公司仍未公布获准入驻的对象及获选标准。

## 土地规划
2.69平方公里的土地中，1.25平方公里由斯里兰卡港务局所有，其中公共面积由0.63平方公里增加为0.91平方公里，包括0.45平方公里对外开放的公园和0.13平方公里的公共沙滩；有1.1平方公里由中國交通建設集团租用99年。
金融城将建成总面积超过100万平方米的写字楼。预计第一幢大楼将在2020年建成。拉纳瓦卡部长表示将“建一所最先进的医院、一所国际学校及大型会展中心。”
负责港口城中央商务区规划的SOM建筑设计事务所设计师表示，他们会在规划中融入城市的传统元素。为了使新城和东面“老城”间的过渡更加自然，SOM在交界处设计了大片的绿地。